# Lista odcinków serialu Dotyk anioła
W artykule znajduje się opis odcinków serialu obyczajowego Dotyk anioła, emitowanego dawniej w TV Puls, TVP1, Hallmark i Polsacie.

## Spis odcinków
| 01 | „Autobus na południe”                         | „The Southbound Bus”                 | Monica (Roma Downey) jest pięknym aniołem, który pod postacią kobiety zstępuje na ziemię. Właśnie awansowała, zyskała większą anielską moc i odtąd ma się zajmować przypadkami indywidualnymi. Jej mentorką i zarazem przyjaciółką jest Tess (Della Reese), anioł wyższej instancji. Zabiera ona Monikę na przystanek autobusowy, skąd anioł wyrusza w swoją pierwszą misję. Okazuje się, że trzeba jak najszybciej pomóc cierpiącemu dziecku. W drodze Monica poznaje chłopca, Davida Morrow, który podróżuje samotnie autobusem. Opiekuje się nim i odprowadza do domu. Dowiaduje się, że niedawno chłopiec stracił mamę i młodszą siostrzyczkę Katie. Jego tata dużo pracuje i nie poświęca mu wiele czasu. Monica odkrywa, co tak naprawdę dręczy chłopca. Okazuje się, że pod nieobecność ojca wyprawia się on w dalekie autobusowe podróże szukając mamy, która wcale nie zginęła w wypadku, ale załamała się nerwowo po stracie córeczki i odeszła. Teraz ukrywa się pracując w przydrożnym barze w Arizonie. Monica postanawia ją odszukać. |  |  |  |  |
| 02 | „Wskaż mi drogę do domu”                      | „Show Me the Way Home”               | Tess uczy Monikę gry w bejsbol. Okazuje się, że kolejna misja anioła ma związek z tą dyscypliną sportu. Earl Rowley (Kevin Dobson), weteran z Wietnamu, pracuje jako trener drużyny bejsbolowej w małym mieście. Jest zbyt surowy dla podopiecznych. Szczególnie wiele wymaga od nich przed zbliżającym się meczem, na którym ma się pojawić łowca talentów z uniwersyteckiej drużyny. Najlepszy z jego zawodników nie wytrzymuje presji. Monica, będąc aniołem stróżem Earla Rowleya, już raz uratowała mu życie. Okaże się, czy mężczyzna właściwie spożytkował tamten dar. |  |  |  |  |
|    |                                               |                                      | |  |  |  |  |
| 03 | „Trudna miłość”                               | „Tough Love”                         | Monica zostaje asystentką znanej i cenionej dziennikarki Elizabeth Jessup. Kobieta odniosła sukces zawodowy, ale nie potrafiła ułożyć sobie życia osobistego. Nie umie porozumieć się ze swoją dorosłą już córką Sydney, którą przez lata zaniedbywała. Okazją do pojednania stają się urodziny wnuczki Elizabeth, małej Beth. Podczas przyjęcia wychodzi jednak na jaw, że babcia nadużywa alkoholu. Spotkanie kończy się awanturą. Wkrótce dziennikarka, będąc pod wpływem alkoholu, omal nie doprowadza do nieszczęścia. Z powodu jej lekkomyślności mała Beth trafia do szpitala. |  |  |  |  |
|    |                                               |                                      | |  |  |  |  |
| 04 | „Upadła Angela”                               | „Fallen Angela ”                     | Monica otrzymuje kolejne zadanie. Jej podopieczną zostaje Angela Evans, której mąż kandyduje na stanowisko senatora. Kobieta, mimo że bardzo go kocha, nie chce towarzyszyć mu podczas kampanii wyborczej. Monica i Tess widzą, jak Angela wymyka się w nocy z domu i spotyka z pewnym mężczyzną. Okazuje się, że jest nim szantażysta Marshall, który zna kompromitujące fakty z jej przeszłości. Grozi, że jeśli nie dostanie pieniędzy, ujawni je i tym samym zniszczy karierę jej męża. Angela jest przerażona. |  |  |  |  |
|    |                                               |                                      | |  |  |  |  |
| 05 | „Wybór Cassie”                                | „Cassie's Choice”                    | Monica wciela się w postać pielęgniarki, gdyż ma zaopiekować się nastoletnią Cassie, która właśnie urodziła córeczkę. Dziewczyna chce oddać dziecko do adopcji. Matka Cassie nie chce wpływać na jej decyzję, ale uważa, że córka jest zbyt młoda na macierzyństwo. Również jej chłopak, Craig, nie jest w stanie wziąć na siebie takiej odpowiedzialności. Dziewczyna decyduje się podpisać niezbędne dokumenty, ale czuje się z tym coraz gorzej. Monica ma jej pomóc dokonać właściwego wyboru. |  |  |  |  |
|    |                                               |                                      | |  |  |  |  |
| 06 | „Serce prawnika”                              | „The Heart of the Matter”            | Monica zostaje asystentką młodego prawnika Charlesa Hibbarda, który zajmuje się sprawami spadkowymi. Otrzymał on zadanie odnalezienia dziedziczki pewnej fortuny. Okazuje się, że przekazał pieniądze niewłaściwej osobie - młodej kobiecie imieniem Robin. Wkrótce zjawia się u niego prawowita spadkobierczyni. Charles musi jak najszybciej odnaleźć Robin i odzyskać pieniądze. Kiedy po wielu trudnościach dociera do niej, przekonuje się, że kobieta wydała już prawie całą sumę. |  |  |  |  |
|    |                                               |                                      | |  |  |  |  |
| 07 | „Niespodziewany śnieg”                        | „An Unexpected Snow”                 | Monica i Tess doprowadzają na odludziu do niegroźnego wypadku samochodowego. Jest on pretekstem do poznania się dwóch kobiet - Megan i Susany. Obie kochają tego samego mężczyznę, Jacka. Kobiety zatrzymują się w stworzonej przez Monikę rezydencji. Muszą tam spędzić Święto Dziękczynienia. Megan jest z tego zadowolona, w przeciwieństwie do Susany, której komplikuje to sprawy zawodowe. Niespodziewanie pojawia się tam Jack. |  |  |  |  |
|    |                                               |                                      | |  |  |  |  |
| 08 | „Manny”                                       | „Manny”                              | Monica i Tess pojawiają się w domu szanowanego lekarza, doktora Harrisona Archibalda. Oferują jego matce i żonie Barbarze swoją pomoc przy organizowaniu bankietu. Harrison prowadzi działalność charytatywną, z własnych funduszy buduje też oddział dziecięcy w miejscowym szpitalu. Oboje z żoną od lat marzą o dziecku. Pewnego dnia w ich domu zjawia kilkuletni chłopiec o imieniu Manny. Twierdzi, że przybył z Ekwadoru, aby odwiedzić swojego darczyńcę. Barbara jest zachwycona jego obecnością, w przeciwieństwie do męża. |  |  |  |  |
|    |                                               |                                      | |  |  |  |  |
| 09 | „Bez obaw”                                    | „Fear Not!”                          | Do kościoła w małym miasteczku schodzą się wierni, by przygotować szopkę bożonarodzeniową. Jest wśród nich kilkuletnia dziewczynka, imieniem Serena, która pragnie wystąpić w roli Anioła, ale coraz silniejsze ataki duszności, spowodowane chorobą serca, zapowiadają najgorsze. To będzie potworny cios dla jej nastoletniego przyjaciela, Joeya. Opóźniony w rozwoju umysłowym chłopiec jest bardzo wrażliwy. Opiekuje się nim jego dorosły brat, Wayne, który go kocha, ale nie potrafi mu tego okazać, bo obawia się odpowiedzialności za jego los. |  |  |  |  |
|    |                                               |                                      | |  |  |  |  |
| 10 | „Nie wiadomo, co się może w życiu przydarzyć” | „There, But For the Grace of God”    | Monica próbuje pomóc bezdomnemu mężczyźnie imieniem Pete. Aby zrozumieć jego ból, kobieta na własnej skórze odczuje niedole bezdomności. Mężczyzna jest zbyt dumny, by przyznać, że potrzebuje pomocy. Jest bardzo dzielny, ale życie ciężko go doświadczyło i następnego ciosu może już nie wytrzymać. Tylko grupa przyjaciół, podobnie jak on po przejściach i życiowo przegranych, może go zrozumieć. Zach jest byłym żołnierzem marines, a Sophie uciekła z domu, w którym była prześladowana. |  |  |  |  |
|    |                                               |                                      | |  |  |  |  |
| 11 | „Bohater”                                     | „The Hero”                           | Monica jako dziennikarka towarzyszy szeryfowi Jamesowi Mackeyowi. Jest on uważany za bohatera, ponieważ kilka lat temu uwolnił zakładników wziętych podczas napadu na bank. Jego syn Matthew chce dostać się do elitarnej akademii wojskowej w Annapolis. Ojciec jest z niego bardzo dumny, ale również ogromnie wymagający. Matthew podczas ostatniego egzaminu nie wytrzymuje napięcia. Zostaje przyłapany na odpisywaniu i zdyskwalifikowany. Boi się powiedzieć o tym ojcu. W tajemnicy przed nim bierze strzelbę, aby popełnić samobójstwo. W ciężkim stanie trafia do szpitala. Monica wspiera go w walce o życie. |  |  |  |  |
|    |                                               |                                      | |  |  |  |  |
| 12 | „Wywiad z Aniołem”                            | „Interview with an Angel”            | W jednym z magazynów ukazał się artykuł na temat aniołów, który nie przypadł Tess do gustu. Monica zgłasza się do redakcji, by zdementować plotki. Opowiada dziennikarce najnowszą historię. Tym razem Monica miała do wypełnienia misję w szpitalu. Jednym z chirurgów jest dr Joe Pachorek, który niedawno przeżył tragedię. Pijany kierowca spowodował wypadek, w którym zginęły jego dzieci. Gdy ten sam mężczyzna trafia do szpitala i jedynym ratunkiem dla niego jest przeszczep organu, Pachorek musi zdecydować o jego życiu lub śmierci. |  |  |  |  |
|    |                                               |                                      | |  |  |  |  |
|    |                                               |                                      | |  |  |  |  |
| 13 | „Zaufanie”                                    | „Trust”                              | Monica zgłasza się do służby w policji. Policjant Zack Bennett został postrzelony podczas akcji. Powrót do służby po traumatycznym przeżyciu okazuje się o wiele trudniejszy, niż się tego obawiał. Koledzy z posterunku już mu nie ufają. Muszą mieć absolutną pewność, że użyje broni, jeśli tego będą wymagały okoliczności. Zack trenuje na strzelnicy, ale bez powodzenia. Uzależnił się też od narkotyków. Jego żona niepokoi się o niego, ale nie potrafi mu przemówić do rozsądku. Monica zostaje jego nową partnerką wyruszają razem na patrol. |  |  |  |  |
|    |                                               |                                      | |  |  |  |  |
| 14 | „Współczucie dla Diabła”                      | „Sympathy for the Devil”             | Monica i Tess pragną pomóc Mattowi Duncanowi, przedsiębiorcy działającemu w branży rozrywkowej. Gdy Matt był dzieckiem, jego ojciec Ty Duncan zostawił go samego. Chociaż potem prosił go o wybaczenie za swój czyn, ich stosunki nadal nie układają się najlepiej. Monica stara się przekonać mężczyzn, że rodzina i miłość są bardzo ważnymi wartościami. Przeszkadza jej w tym rywalka, diablica Kathleen. |  |  |  |  |
|    |                                               |                                      | |  |  |  |  |
| 15 | „Kierowca”                                    | „The Driver”                         | Monika rozpoczyna pracę jako producent telewizyjny, by pomóc młodej reporterce, Debrze Willis, która powraca do pracy po wypadku. Debra prowadziła spokojne życie do momentu, kiedy jej samochód zderzył się z autem koszykarza. Po tym zdarzeniu wycofała się z aktywnego życia. Osamotniona i zdruzgotana, postanowiła popełnić samobójstwo. |  |  |  |  |
|    |                                               |                                      | |  |  |  |  |
| 16 | „Anioły w radiu”                              | „Angels on the Air”                  | Monica zgłasza się do pracy jako osobista sekretarka Sandy Latam. Kobieta prowadzi audycję, w której wyśmiewa życie prowincjonalnej społeczności i zaskarbiła sobie opinię trudnej w kontaktach. Cierpi na tym szczególnie jej dorastająca córka. Tylko ona wie, jaka naprawdę jest jej matka, ale od kiedy ojciec ich opuścił, Sandy sama utrzymuje dom i dla kariery jest skłonna zrobić wszystko. Dla ratowania malejącej popularności programu decyduje się ogłosić na antenie casting na partnera dla córki na zbliżający się szkolny bal. |  |  |  |  |
| 17 | „W imię Boga”                                 | „In the Name of God”                 | Wysłanniczki niebios przybywają do pewnego prowincjonalnego miasteczka. Monica ma pomóc doktor Joanne Glassberg, która próbuje założyć tam hospicjum dla chorych na AIDS. Podczas tej podróży Tess wspomina swoją misję sprzed lat. Pomogła wtedy małemu Timowi, który mieszkał w tej okolicy. Teraz jest już dorosłym mężczyzną. Jest ciekawa, jak wykorzystał on tamten dar. Tymczasem mieszkańcy miasteczka ostro protestują przeciwko działalności Joanne. Zostaje ona nawet ciężko ranna. Tess jest wstrząśnięta, kiedy dowiaduje się, kto kieruje protestami i jest inicjatorem aktów przemocy. |  |  |  |  |
| 18 | „Spotkania po latach”                         | „Reunion”                            | Wracając do domu z pogrzebu mamy, Megan Brooks wywołuje mały skandal przyprowadzając na stypę grupę muzyków dixieland. Jej babcia, Clarice Mitchell uznana poetka jest zszokowana. Syn Clarice, Sam i Megan w szkole średniej chodzili ze sobą, ale potem obrali różne drogi życia. Spotkali się po latach i dawna miłość odżyła. Sam poprosił Megan o rękę. Clarice ma do niego o to pretensję, bo odkryła, że Megan jest nosicielką wirusa HIV. |  |  |  |  |
| 19 | „Operacja "Uśmiech"”                          | „Operation Smile”                    | Monica musi podjąć pracę w barze, jeśli chce wypełnić misję. Odkrywa, że jedna z tancerek, Ginger, potrzebuje pomocy, i zostaje opiekunką jej kilkuletniej córeczki, Emily, która urodziła się z rozszczepieniem podniebienia. Dziewczynka nie spotyka się z innymi dziećmi i czuje się nieszczęśliwa. Mieszkający w sąsiedztwie starszy chłopiec dowiedział się o specjalistycznej klinice, w której przeprowadzane są operacje, które mogą pomóc Emily. Chociaż to daleko, decyduje się w sekrecie przed dorosłymi zabrać dziewczynkę do Nashville. |  |  |  |  |
| 20 | „Wielki wybuch”                               | „The Big Bang”                       | Monica mija na ulicy dziwnego młodego mężczyznę. Wkrótce potem znajduje banknot studolarowy, więc wchodzi z nim do banku, by oddać zgubę i tak trafia w sam środek dramatycznych wydarzeń. Młody desperat, Jackson, bierze zakładników, bo zamierza wyrównać porachunki z właścicielem banku. Na miejscu zjawia się Max Chamberlain, ale udaje mu się uniknąć najgorszego tylko dlatego, że ma miejsce trzęsienie ziemi i bank zostaje odcięty od świata. Grozę sytuacji potęguje fakt, że jedną z uwięzionych osób jest Alison, ciężarna żona Jacksona. |  |  |  |  |
|    |                                               |                                      | |  |  |  |  |
| 21 | „Bezimienna kobieta”                          | „Unidentified Female”                | Młoda kobieta, Jennifer, nie ma konkretnego celu w życiu. Pewnego dnia staje się świadkiem śmierci mężczyzny, który właśnie powrócił z dalekiej podróży, podczas której szukał ojca. W czasie śledztwa Monica namawia Jennifer, by przekazała matce ofiary informację o śmierci syna. |  |  |  |  |
|    |                                               |                                      | |  |  |  |  |
| 22 | „Pióro”                                       | „The Feather”                        | Kontynuacja opowieści o cudzie bożonarodzeniowym. W pewnym niewielkim kościele oczom zdumionych parafian ukazała się Monica w anielskiej glorii. Wieść o cudownym wydarzeniu rozeszła się po okolicy. Zjawił się też młody mężczyzna, imieniem Charles, który podając się za pastora, wykorzystuje cud dla własnych, bardzo przyziemnych celów. Jedynie Wayne, który przechodzi kryzys wiary, może go zdemaskować. |  |  |  |  |
|    |                                               |                                      | |  |  |  |  |
|    |                                               |                                      | |  |  |  |  |
| 23 | „Anioł Śmierci”                               | „The One That Got Away”              | Monica i Tess uczestniczą w przygotowaniach do niezwykłego wesela, które odbędzie się podczas podróży przez prerię zabytkowym pociągiem. Wyprawa staje się też doskonałą okazją do spotkania po latach grupy przyjaciół z czasów studenckich. Mark Monfort i Susan Duplain nie widzieli się od momentu ukończenia studiów prawniczych. Dawna miłość ożywa na nowo. Ich wspólna przyjaciółka ze studiów, Lisa Magdaleno, wciąż nie może dojść do siebie po stracie narzeczonego, Douga, który popełnił samobójstwo. |  |  |  |  |
|    |                                               |                                      | |  |  |  |  |
| 24 | „Kiedy znowu się spotkamy”                    | „'Til We Meet Again”                 | Carpenterowie zbierają się przy łożu umierającego ojca rodziny, Joego. Jest już jego najstarsza córka oraz syn Chris. Właśnie przyjechała też najmłodsza z rodzeństwa, Kate. Zjawiły się także anioły. Monica podjęła się pracy pielęgniarki, Tess jest dekoratorką wnętrz. Andrew, anioł śmierci, dodaje otuchy Joemu. Ale zanim mężczyzna odejdzie z tego świata, Monica podjęła się misji wyjawienia największego rodzinnego sekretu. Niespodziewanie zjawia się była żona i wyznaje, że nie jest on biologicznym ojcem najmłodszej z jej córek. |  |  |  |  |
|    |                                               |                                      | |  |  |  |  |
| 25 | „Rock and Rollowy tatuś”                      | „Rock 'n' Roll Dad”                  | Jon Mateos, gwiazda rock and rolla, przyjeżdża do radia, by udzielić wywiadu. Dowiaduje się wówczas, że jego żona zginęła w wypadku. Wiadomo, że jechała właśnie do studia. Zrozpaczony Jon siebie obwinia za tę tragedię. Monika jest świadkiem tego wydarzenia. |  |  |  |  |
|    |                                               |                                      | |  |  |  |  |
|    |                                               |                                      | |  |  |  |  |
| 26 | „Anioł w kolorze indygo”                      | „Indigo Angel”                       | Klub "Indigo" w San Louis był mekką wielbicieli bluesa i jazzu, ale lata świetności ma już za sobą. Jego właściciel, Sam, nie chce jednak tej smutnej prawdy zaakceptować i tradycyjnie przygotowuje coroczny koncert "Wieczór Amatorów". Ale właśnie zjawił się jego wnuk, Zach, który w sekrecie przed nim zamierza sprzedać klub. Monica usiłuje ich pogodzić. "Indigo" jest dla Sama sensem życia, także z powodu pewnej romantycznej historii sprzed lat i tajemniczej hrabiny. |  |  |  |  |
|    |                                               |                                      | |  |  |  |  |
|    |                                               |                                      | |  |  |  |  |
| 27 | „Drabina Jakubowa”                            | „Jacob's Ladder”                     | Monika ma sprawę w sądzie. Reprezentuje ją znudzony obrońca z urzędu, który nie podchodzi profesjonalnie do zleconego zadania. W efekcie zostaje uznana za niepoczytalną i trafia do zakładu psychiatrycznego. Tutaj, czekając na swoje przeznaczenie, spotyka niezrównoważoną kobietę, której może pomóc. |  |  |  |  |
|    |                                               |                                      | |  |  |  |  |
|    |                                               |                                      | |  |  |  |  |
| 28 | „Przebudzenie”                                | „Out of the Darkness”                | Steve budzi się po pięciu latach przebywania w śpiączce. Odkrywa, że wszystko się zmieniło. Nie ma już domu, własnej firmy ani rodziny, bo jego żona, Bonnie, rozwiodła się z nim i pragnie ułożyć sobie życie z jego najlepszym przyjacielem. Ale nawet we wspomnieniach jego kilkuletniego syna Steve jawi się jako wyjątkowo wymagający i apodyktyczny mężczyzna. Teraz jednak wydaje się nie pamiętać, jak wiele przykrości sprawiał rodzinie i obwinia wszystkich o zdradę. |  |  |  |  |
|    |                                               |                                      | |  |  |  |  |
|    |                                               |                                      | |  |  |  |  |
| 29 | „Zgubiony i znaleziony”                       | „Lost and Found”                     | Monika pragnie pomóc Frankowi Champnessowi, który ma na swoim koncie pasmo niepowodzeń i jest przekonany, że Bóg go opuścił. Tymczasem Kathleen, upadły anioł, chce opanować jego duszę. |  |  |  |  |
|    |                                               |                                      | |  |  |  |  |
|    |                                               |                                      | |  |  |  |  |
| 30 | „Dobry Boże!”                                 | „Dear God”                           | Pracując na poczcie, Monica pragnie odkryć, kto odpisał na pewien list adresowany do Boga. Zwraca uwagę na kolegę z pracy, Maksa mężczyznę w średnim wieku, który mieszka samotnie, unika kontaktu z ludźmi i wydaje się zamknięty w sobie. Jako kilkuletnie dziecko Max przeżył holokaust i to ukształtowało go na całe życie. Monica odkrywa, że to właśnie on odpowiedział na wzruszający list wysłany przez małą dziewczynkę, Tanyę Brenner. Monica doprowadza do ich spotkania i wtedy Max odkrywa, że dziecko pilnie potrzebuje pomocy. |  |  |  |  |
|    |                                               |                                      | |  |  |  |  |
|    |                                               |                                      | |  |  |  |  |
| 31 | „Portret Pani Campbell”                       | „The Portrait of Mrs. Campbell”      | Marian Campbell nie darzy sympatią żony swojego syna. Stosunki między teściową a synową niebawem jeszcze bardziej się pogarszają. Okazuje się bowiem, że Marian potrzebuje przeszczepu szpiku kostnego, a najlepszym dawcą jest synowa. |  |  |  |  |
|    |                                               |                                      | |  |  |  |  |
|    |                                               |                                      | |  |  |  |  |
| 32 | „Cena miłosierdzia”                           | „The Quality of Mercy”               | Joel Redding zdobył popularność jako gwiazdor seriali telewizyjnych, ale porzucił karierę w telewizji. On, jego żona, Sally, i nastoletni syn, Marshall, przenieśli się do małego miasteczka, gdzie Joel reżyseruje w miejscowej szkole średniej przedstawienie sztuki Szekspira. Wydają się szczęśliwą rodziną, więc dla Marshalla prawdziwych szokiem jest widok ojca całującego się za kulisami teatru z młodziutką aktorką. Monica i Tess są świadkami burzliwej rozmowy syna z ojcem. |  |  |  |  |
|    |                                               |                                      | |  |  |  |  |
|    |                                               |                                      | |  |  |  |  |
| 33 | „W obronie syna”                              | „Flesh and Blood”                    | Pod osłoną nocy młody mężczyzna ucieka z domu, by ukryć się w pobliskim lesie przed pościgiem policji. Wkrótce jednak zostaje złapany. Thomas Prescott zostaje oskarżony przez Leonarda Page'a o zamordowanie jego córki. Zbliża się rozprawa sądowa. Monica i Tess odwiedzają matkę podejrzanego, Kate Prescott, która jako jedyna wierzy w jego niewinność. Anioły postanawiają pomóc Kate. Dzięki ich interwencji w sądzie pojawiają się pewne dowody, które były pomijane, a które rzucają nowe światło na zbrodnię. |  |  |  |  |
|    |                                               |                                      | |  |  |  |  |
|    |                                               |                                      | |  |  |  |  |
| 34 | „Znaki szczególne”                            | „Birthmarks”                         | Michael Russell umiera na raka, ale ten fakt z trudem dociera do jego ojca, Whita. Gdy Michael dowiedział się o swojej chorobie, wraz z żoną opuścił miasto i zamieszkał w domu jego ojca z dala od cywilizacji, na łonie natury. Oboje zdawali sobie sprawę z nieuniknionego i podjęli decyzję, że matka zastępcza urodzi Michaelowi syna, którego wcześniej nie mogła mu dać Penny. Sprawa wychodzi na jaw, gdy pewnego dnia Whit przypadkowo poznaje tę kobietę. Jest oburzony, że młodzi to przed nim ukrywali. |  |  |  |  |
|    |                                               |                                      | |  |  |  |  |
|    |                                               |                                      | |  |  |  |  |
| 35 | „Przedawnienie”                               | „Statute of Limitations”             | Monica i Tess zjawiają się na widowni popularnego talk show, którego gwiazdą jest Monica Bell. Jej program odnosi sukcesy, potrafi ona bowiem skłonić gości do naprawdę szczerych wyznań. Monica tak dobrze radzi sobie przed kamerą dzięki podpowiedziom Claudii Bell, producentki, a prywatnie jej siostry. Łączy je nierozerwalna więź, która zostanie wystawiona na poważną próbę, gdy z powodu jednego z ich programów dochodzi do tragedii. |  |  |  |  |
|    |                                               |                                      | |  |  |  |  |
|    |                                               |                                      | |  |  |  |  |
| 36 | „Ziemia obiecana”                             | „Promised Land”                      | Russell przybywa z całą rodziną do miasteczka Chicory Creek w poszukiwaniu pracy. Na miejscu dowiaduje się, że jego nowe zajęcie jest fikcją. Za namową mieszkańców i bliskich jedzie do Nowego Jorku, gdzie ma przekonać pewną lekarkę, by wróciła w rodzinne strony i służyła medyczną pomocą ludziom, którzy kiedyś jej pomogli. Pani doktor pozbawia go jednak złudzeń. |  |  |  |  |
|    |                                               |                                      | |  |  |  |  |
|    |                                               |                                      | |  |  |  |  |
| 37 | „Radosne dźwięki”                             | „A Joyful Noise”                     | Monica rozpoczyna pracę u dr. Litowskiego, który jest dziecięcym psychiatrą i stanął właśnie przed największym wyzwaniem w swoim zawodowym życiu. Bada przypadek dziewczynki, Melissy Houghton, która jest przekonana, że słyszy głosy aniołów. To zaczęło się, gdy w pobliżu kościoła spotkała starszą kobietę. Lekarz podejrzewa, że dziewczynka jest chora na schizofrenię. Monica wie, że jego podopieczna mówi prawdę i doświadczyła spotkania z archaniołem. Wiara lekarza w nieomylność medycyny zostaje wystawiona na próbę, gdy jego córka Katie umiera. |  |  |  |  |
|    |                                               |                                      | |  |  |  |  |
| 38 | „Moc słowa”                                   | „Random Acts”                        | Mike O'Connor po dwudziestu latach kariery jako nauczyciel akademicki przeżywa poważny kryzys. Jubileusz wprawia go w stan apatii i zniechęcenia i przywołuje same smutne wspomnienia z wieloletniej niewdzięcznej pracy ze studentami. Ale najgorsze dopiero przed nim, bo para jego byłych uczniów: Lucas Tremaine i Danielle Dawson, chcą go porwać. Życie Mike'a wisi na włosku. |  |  |  |  |
|    |                                               |                                      | |  |  |  |  |
| 39 | „Grzechy ojca”                                | „Sins of the Father”                 | Udając dziennikarkę, Monica przeprowadza wywiad z nastolatkiem, który przebywa w celi śmierci. Los Luthera Dixona wydaje się przesądzony, chociaż skazaniec jest bardzo młody. Tess i Andrew starają się wesprzeć na duchu jego matkę, Valerie, która pragnie uchronić jego młodszego brata, Samuela, przed wstąpieniem do gangu. Ale jest załamana, bo Sam widzi w Lutherze niedościgły wzór do naśladowania i zamierza popełnić podobną zbrodnię – i to na osobie duchownej. |  |  |  |  |
|    |                                               |                                      | |  |  |  |  |
|    |                                               |                                      | |  |  |  |  |
| 40 | „Spisane w pyle”                              | „Written in Dust”                    | Monika i Tess pomagają Henry'emu i jego dziadkowi Samowi. Panowie od dłuższego czasu żyją w niezgodzie. Na dodatek, pracujący przy wykopaliskach Henry nie uznaje innych tradycji i kultur. Dlatego odmawia, gdy przedstawiciele plemienia Navajo żądają od niego przerwania prac archeologicznych. |  |  |  |  |
|    |                                               |                                      | |  |  |  |  |
|    |                                               |                                      | |  |  |  |  |
| 41 | „Służby specjalne”                            | „Secret Service”                     | Marty Dillard, agentka Secret Service, ochrania kandydata na prezydenta. Przeżywa załamanie, gdy podczas jednego ze spotkań z wyborcami senator Hammond omal nie ginie od kuli zamachowca. Tym razem wszystko się jednak kończy dobrze. Łączy ją szczera przyjaźń z Ulyssesem Doddem. Podczas kolejnego wiecu wyborczego znów ktoś strzela do senatora. Tym razem Ulysses zostaje ranny. W szpitalu wychodzi na jaw, że jest poważnie chory i tylko transplantacja może go uratować. Ale jeśli Marty zdecyduje się na ten dar, będzie musiała zrezygnować z pracy. |  |  |  |  |
|    |                                               |                                      | |  |  |  |  |
|    |                                               |                                      | |  |  |  |  |
| 42 | „Pęd ku ziemi”                                | „Groundrush”                         | Scott Walden jest czarującym właścicielem małej firmy lotniczej i cudownym zastępczym ojcem dla synka narzeczonej. Nikt nie podejrzewa, że skrywa mroczny sekret z przeszłości, dopóki w jego hangarze nie zjawiają się agenci FBI. Aresztują go pod zarzutem morderstwa. Okazuje się, że Scott nie bez powodu zamieszkał przed laty na tym odludziu, ale uparcie twierdzi, że jest niewinny. Dowody przemawiają przeciw niemu i tylko Monica wierzy w jego słowa. By go ratować, wykorzystuje swoją anielską moc i pomaga mu w ucieczce. |  |  |  |  |
|    |                                               |                                      | |  |  |  |  |
|    |                                               |                                      | |  |  |  |  |
| 43 | „Niebo spada”                                 | „The Sky Is Falling”                 | Monika odwiedza niedomagającego Leonarda, którego poznała podczas święta Halloween w 1938 roku, kiedy to nadano słynne słuchowisko "Wojna światów", sugestywnie opisujące inwazję Marsjan na naszą planetę. Miliony słuchaczy uwierzyły wówczas, że rzeczywiście tak się stało. Przeżycia tamtej nocy wpłynęły niekorzystnie na Leonarda. Monika zdaje sobie sprawę, że wówczas nie potrafiła mu w żaden sposób pomóc. |  |  |  |  |
|    |                                               |                                      | |  |  |  |  |
|    |                                               |                                      | |  |  |  |  |
| 44 | „Coś niebieskiego”                            | „Something Blue”                     | Tess, Monica i Andrew obserwują, jak para zakochanych składa sobie obietnicę wiecznej miłości. Wydaje się, że nic nie może zmącić tej romantycznej chwili i oboje będą żyli razem długo i szczęśliwie. Sześć miesięcy później aniołowie uczestniczą w przygotowaniach do ślubu Kevina i Alison. Już podczas kolacji z udziałem rodziców państwa młodych w przeddzień uroczystości daje się wyczuć niechęć. Problemy jeszcze się nawarstwiają, gdy zjawia się ekscentryczna ciotka, Augusta. |  |  |  |  |
|    |                                               |                                      | |  |  |  |  |
|    |                                               |                                      | |  |  |  |  |
| 45 | „W świetle”                                   | „Into the Light”                     | James Block – mężczyzna z chorobą serca i z kryminalną przeszłością – otrzymuje drugą szansę w życiu, gdy będąc w szpitalu, poznaje nastoletnią pacjentkę. Amy Ann McCoy, wielka fanka Elvisa Presleya, cierpi na nieuleczalną chorobę. Tess i Monica wiedzą, że ona wkrótce umrze. Także James podczas jednego z ataków serca jest przekonany, że umiera i doświadcza niezwykłej wizji, po której całkowicie się zmienia. Nawet jego żona, Rachel, nie poznaje go. |  |  |  |  |
|    |                                               |                                      | |  |  |  |  |
| 46 | „Powrót do domu , cz. 1”                      | „The Homecoming, Part I”             | W ciemnym zaułku kilka kobiet czeka na klientów. Zbliża się do nich też Monica i wkrótce zostaje aresztowana wraz z innymi prostytutkami. Dzięki temu w areszcie zaprzyjaźnia się z jedną kobiet. Julia Fitzgerald zachowuje się, jakby postradała zmysły. Monica zabiera Julię do schroniska dla samotnych kobiet, które prowadzi Tess. Panują tam surowe reguły, a Julia z trudem się im podporządkowuje. Następnego dnia rano ucieka. Ale anioły czuwają nad Julią i wskazują jej drogę do domu. |  |  |  |  |
|    |                                               |                                      | |  |  |  |  |
| 47 | „Powrót do domu , cz. 2”                      | „The Homecoming, Part II”            | Wiedziona przez anioły do domu Julia przyjeżdża do miasteczka Chicory Creek w Kentucky, gdzie zatrzymuje się u niejakiego Erasmusa Jonesa. Z okazji zbliżającego się Święta Dziękczynienia przyjeżdża do niego także zaprzyjaźniona rodzina Greene'ów. Julia jest szczerze zaskoczona, gdy okazuje się, że to także jej bliscy. Jest z nimi jej syn, Nathaniel. |  |  |  |  |
|    |                                               |                                      | |  |  |  |  |
| 48 | „Dziennikarz”                                 | „The Journalist”                     | Monika i Andrew zatrudniają się w lokalnej stacji telewizyjnej, by pomóc dziennikarce Rocky McCan w śledztwie. Rocky i jej operator Andrew pragną zbadać, czy para staruszków, biorąca na wychowanie dzieci, sprawdzi się w roli opiekunów. Odkrywszy, że starsi państwo znęcają się nad swoimi podopiecznymi, McCan podaje tę informację w swoim programie. |  |  |  |  |
|    |                                               |                                      | |  |  |  |  |
| 49 | „Lekcja gry na skrzypcach”                    | „The Violin Lesson”                  | Syn Jordana, Tony, przybywa do domu, by spędzić z rodziną święta. Wkrótce mężczyzna oświadcza, że choruje na AIDS. Jordan nie może zaakceptować faktu, że jego syn jest gejem. Kiedy Tony się urodził, Jordan zaczął dawać koncerty skrzypcowe. Wkrótce porzucił rodzinę odkrywając u siebie słabość, z którą – jak się okazuje – boryka się także jego syn. Z pomocą Moniki Jordan musi teraz zawrzeć pokój z synem i okazać mu miłość. |  |  |  |  |
|    |                                               |                                      | |  |  |  |  |
| 50 | „Tylko nie zapomnij”                          | „Forget Me Not”                      | Monika jest asystentką Sary Perkins, fotografa reklamowego. Sara uważa, że jej matka, Charlotte, jest przeszkodą w realizacji jej marzenia, by zostać profesjonalnym fotoreporterem. Kiedy lekarze wykrywają u Charlotte guz mózgu, Monika i Tess postanawiają przekonać Sarę, że jej matka, jako młoda kobieta, chciała zostać fotoreporterem, ale zdecydowała się poświęcić opiece nad dzieckiem... |  |  |  |  |
|    |                                               |                                      | |  |  |  |  |
| 51 | „Zasłona dymna”                               | „Smokescreen”                        | Tess jako prokurator występuje przeciwko obrońcy byłych pracowników firmy tytoniowej, którzy są ofiarami biernego palenia w miejscu pracy. Marc jest adwokatem koncernu. Kiedy u matki Marca, byłej pracownicy fabryki tytoniowej, zostaje zdiagnozowany rak płuc, zarówno ona, jak i żona Marca namawiają go, by zrezygnował z reprezentowania firmy tytoniowej. Z drugiej strony jest to dla niego sprawa, która w dużym stopniu ułatwi dalszą karierę. |  |  |  |  |
|    |                                               |                                      | |  |  |  |  |
| 52 | „Kryzys wiary”                                | „Crisis of Faith”                    | W szpitalu personel medyczny zaciekle walczy o życie ofiary wypadku. Niewidoczne dla ludzi, Monica i Tess obserwują ich starania i nie tracą nadziei, ale zjawia się Andrew – Anioł Śmierci. Aniołowie zastanawiają się, jak mogło dojść do tej tragedii. Zginął nastoletni chłopak, imieniem Luke. Sprawcą tego wypadku okazuje się jego ojciec, wielebny Daniel Brewer. Jego żona, Gloria w gniewie obarcza go całą odpowiedzialnością za tę tragedię. |  |  |  |  |
|    |                                               |                                      | |  |  |  |  |
| 53 | „Anioł Śmierci”                               | „Angel Of Death”                     | Na polecenie Tess Celeste, anioł w nowej ludzkiej postaci, przenosi się do Las Vegas, gdzie zostaje asystentką iluzjonisty Erica Weissa, który występuje pod pseudonimem "Anioł Śmierci". Jego przedstawienie obfituje w dramatyczne momenty, ale gdy wbrew jego intencjom Celeste i jej piesek znikają naprawdę, sytuacja wydaje się wymykać magikowi spod kontroli. Podczas kolejnego pokazu Monica i Andrew obserwują, jak Eric opuszcza się w szczelnie zamkniętej skrzyni na dno basenu wypełnionego wodą. |  |  |  |  |
|    |                                               |                                      | |  |  |  |  |
| 54 | „Podcięte skrzydła”                           | „Clipped Wings”                      | Monica spotyka odwieczną rywalkę, Kathleen – Anioła Ciemności i raz jeszcze pada ofiarą jej złośliwości. Przez pomyłkę Monica wchodzi do gabinetu psychiatrycznego, gdzie wkrótce zjawia się po poradę jeszcze inna kobieta z poważnymi problemami emocjonalnymi, Jodi. Monica przeżywa kryzys wiary. Pod wpływem rozmowy z Jodi przypomina sobie poprzednie interwencje, gdy naprawiała ludzkie błędy, spieszyła na pomoc potrzebującym i ratowała z opresji zagubionych. Chociaż jest aniołem, teraz ona potrzebuje pomocy. |  |  |  |  |
|    |                                               |                                      | |  |  |  |  |
| 55 | „Cudowna, boża łaska, cz.1”                   | „Amazing Grace, Part 1”              | Tess odwiedza Russella Greene'a, by uprzedzić go, że Bóg ma specjalne plany wobec jego syna, Josha. Wbrew obawom ojca, nastolatek wyrusza w podróż w nieznane i w drodze spotyka niewidomą kobietę, której postać przybrała Monica. Razem zatrzymują samochód, którym podróżuje młody mężczyzna, Michael Burns. W trójkę docierają do przedmieścia Denver, gdzie chłopak obejmuje w spadku po dziadku nieduże centrum handlowo-usługowe. Uprzedzenia rasowe sprawiają, że mieszkańcy osiedla traktują ich jak intruzów. |  |  |  |  |
|    |                                               |                                      | |  |  |  |  |
| 56 | „Cudowna, boża łaska, cz.2”                   | „Amazing Grace, Part 2”              | Kontynuacja opowieści z poprzedniego odcinka. Na przedmieściu Denver doszło do strzelaniny. Josh został ranny. Będzie żył, ale grozi mu ślepota. Życie ocalił mu weteran Anderson Walker. Własnym ciałem osłonił jego i Michaela, ale sam w stanie krytycznym trafił do szpitala. |  |  |  |  |
|    |                                               |                                      | |  |  |  |  |
| 57 | „Lot do Paryża”                               | „Labor Of Love”                      | Monica i Tess towarzyszą dr Meg Salter, która postanowiła zrobić ukochanemu mężowi niespodziankę i porzuciła obowiązki w nowojorskim szpitalu, by dołączyć do niego w podróży do Paryża. Na pokładzie samolotu kobieta przeżywa wielkie rozczarowanie, gdy wśród pasażerów zauważa Briana wraz z ciężarną kochanką, Olivią. Towarzysząca mu kobieta jest o wiele od niej młodsza. Gdy samolot jest już w przestworzach, rozpętuje się burza. Szczególnie sytuacja Olivii jest tragiczna. Kobieta potrzebuje natychmiastowej pomocy lekarskiej. |  |  |  |  |
|    |                                               |                                      | |  |  |  |  |
| 58 | „Czy mnie kiedyś widziałeś?”                  | „Have You Seen Me?”                  | Hank Monroe, najstarszy w rodzinie, zauważa pewnego dnia, że zaginione dziecko ze zdjęcia na kartonie mleka bardzo przypomina jego młodszego brata Noaha. Kiedy Hank odkrywa, że Noah został adoptowany, podejmuje w tej sprawie prywatne śledztwo. Spotyka pozbawionego skrupułów prawnika. Okazuje się, że mężczyzna porwał dziecko i okłamał rodzinę Hanka, opowiadając im zupełnie inną historię. |  |  |  |  |
|    |                                               |                                      | |  |  |  |  |
| 59 | „Ostatnie zamówienie”                         | „Last Call”                          | Monika czuje się rozczarowana ludźmi. Wszędzie widzi tylko ból i smutek. Tylko cud może uratować człowieka. Ona zostaje wyznaczona do specjalnej misji, w której osobiście będzie musiała zdecydować, kto spośród garstki życiowych nieudaczników zasłużył na ten bezcenny dar od Boga. Monika przyłącza się do grupy bywalców pewnego baru i gdy poznaje ich bliżej, uświadamia sobie, że to zbyt wielka odpowiedzialność, by ona sama podjęła tę decyzję. Historia każdej z poznanych osób wydaje się wzruszająca i pouczająca. |  |  |  |  |
|    |                                               |                                      | |  |  |  |  |
| 60 | „Zaginiony na polu bitwy”                     | „Missing In Action”                  | Monika zaczyna spędzać coraz więcej czasu z Geoerge'em, próbując przywrócić mu entuzjazm i przekonać go, że niezależnie od wieku, życie ma mu ciągle wiele do zaoferowania. Spostrzega, że jego uczucia do niej zmieniają się z przyjaźni w miłość, po raz pierwszy uświadamia sobie, jak trudno czasem powiedzieć prawdę. Tymczasem współlokatorka Moniki odkrywa, że George był kolegą z wojska jej zmarłego męża. |  |  |  |  |
|    |                                               |                                      | |  |  |  |  |
| 61 | „Nastoletnia przyjaźń”                        | „At Risk”                            | Jason ma opiekować się niepełnosprawną Kelly. Chłopak jest początkowo niechętny temu pomysłowi, szybko jednak przełamuje opory i angażuje się w zadanie. Z pomocą Moniki dojrzewa do podjęcia decyzji, jak zmienić swoje życie. |  |  |  |  |
|    |                                               |                                      | |  |  |  |  |
| 62 | „Pełnia księżyca”                             | „Full Moon”                          | Carl, skazany za gwałt, zostaje warunkowo zwolniony z więzienia. Sarah i Ed nie mogą pogodzić się z tym, że przestępca znów jest na wolności. Boją się o swoje życie. Monika musi pomóc im wybaczyć zbrodniarzowi. |  |  |  |  |
|    |                                               |                                      | |  |  |  |  |
| 63 | „Anioł o innym imieniu”                       | „An Angel By Any Other Name”         | Carolyn Wallace jest nieprzyjaźnie nastawiona do nowych sąsiadów – Taylora, Jeanie i Davida. Wprawdzie Taylor bardzo zabiega, by zjednać sobie przychylność kobiety, ale jego wysiłki nie przynoszą rezultatu. Podobny stosunek do przybyszów mają inni lokatorzy, którzy żądają, aby wyprowadzili się oni z ich miejscowości. |  |  |  |  |
|    |                                               |                                      | |  |  |  |  |
| 64 | „Poleciało z wiatrem”                         | „Inherit The Wind”                   | Kevin dowiaduje się, że jego ojciec – Edward Greeley – zapisał dużą część majątku niejakiemu Josephowi Wellsowi. Chłopak, który nie zna owego mężczyzny, postanawia nie dopuścić do tego, by posiadaczem fortuny stał się obcy mu człowiek. Wspierany przez anioły Kevin przyjeżdża do rodzinnego miasta Edwarda. Na miejscu dowiaduje się z testamentu, jakie relacje łączyły zmarłego ojca z tajemniczym Wellsem. |  |  |  |  |
|    |                                               |                                      | |  |  |  |  |
| 65 | „Zachwiana równowaga”                         | „A Delicate Balance”                 | Sandra Browner poświęca cały swój czas i uwagę wychowaniu córki. Rebece udaje się zdobyć złoty medal na olimpiadzie mimo presji wywieranej na nią przez matkę. Kiedy brat Rebeki ulega wypadkowi, anioły zjawiają się by pokazać Sandrze i jej dzieciom, co jest naprawdę ważne w życiu. |  |  |  |  |
|    |                                               |                                      | |  |  |  |  |
| 66 | „Powrót Joego, cz. 1”                         | „Joe's Return (1)/The Road Home (1)” | Brat Russella spowodował wypadek samochodowy, w którym zginął inny kierowca, a jego kilkuletni syn walczy o życie w szpitalu. Joe nie potrafi sobie poradzić, porwał swojego synka, który wychowywał się w rodzinie brata i omal nie spowodował drugiej kolizji. Russell odnajduje w szpitalnej kaplicy kobietę, której mąż zginął w wypadku, spowodowanym przez jego brata i wyjawia prawdę, chociaż dla wszystkich jest ona trudna i bolesna. |  |  |  |  |
|    |                                               |                                      | |  |  |  |  |
| 67 | „Powrót Joego, cz. 2”                         | „Joe's Return (2)/The Road Home (2)” | Ciąg dalszy odcinka Joe's Return/The Road Home. Brat Russella spowodował wypadek samochodowy, w którym zginął inny kierowca, a jego kilkuletni syn walczy o życie w szpitalu. Joe nie potrafi sobie poradzić, porwał swojego synka, który wychowywał się w rodzinie brata i omal nie spowodował drugiej kolizji. Russell odnajduje w szpitalnej kaplicy kobietę, której mąż zginął w wypadku, spowodowanym przez jego brata i wyjawia prawdę, chociaż dla wszystkich jest ona trudna i bolesna. |  |  |  |  |
|    |                                               |                                      | |  |  |  |  |
| 68 | „Wielkie nadzieje”                            | „Great Expectations”                 | Bill McNabb - sprzedawca ekspresów do kawy, który wkrótce zostanie ojcem, spotyka Taylora, współpracownika swej żony. Dostrzegając jego kalectwo wyobraża sobie, co by było gdyby jego nienarodzone jeszcze dziecko miało ten sam rodzaj upośledzenia. Bill dochodzi do wniosku, że ważne jest tylko to, aby jego dziecko było zdrowe i normalne. Niestety, podczas napadu w kawiarni, żona Billa zostaje uderzona. Jej życie oraz życie ich dziecka znajduje się w niebezpieczeństwie. Badania prenatalne potwierdzają, że urodzi się ono z zespołem Downa. Mąż namawia żonę, by usunęła ciążę. Wówczas pojawia się specjalny anioł... |  |  |  |  |
|    |                                               |                                      | |  |  |  |  |
| 69 | „Nic oprócz sieci”                            | „Nothing But Net”                    | Tess, Monica i Andrew oglądają mecz koszykówki. Jeden z zawodników przyciąga ich uwagę, gdyż zachowuje się wyjątkowo agresywnie. Aniołowie martwią się, że taki człowiek jest idolem młodzieży. Niestety, wkrótce ich obawy potwierdzają się, gdy w towarzystwie Mony'ego pojawia się łatwowierny nastolatek, Darnell. Sportowiec zabiera go do klubu nocnego i wciąga w świat hazardu. Chłopak szybko traci sto tysięcy dolarów i teraz grozi mu niebezpieczeństwo. |  |  |  |  |
| 70 | ”Dzieci nocy”                                 | „Children Of The Night”              | Tess, Monica i Andrew obserwują życie dzieci ulicy we współczesnej metropolii. Doc, Lightning, China należą do wielkiej rodziny bezdomnych, ale jest im jeszcze ciężej niż dorosłym. Wolą jednak poczucie wolności i niezależności, chociaż są głodni, brudni i nie mają dachu nad głową. Nie ufają nikomu, mimo tego aniołowie pragną pomóc przynajmniej tej trójce. Monica przygotowała dla nich darmowe posiłki, Rafael udostępnia im lokum, a Tess zaprasza do kafejki. Pomimo ciężkiego życia przygarniają młodszą od siebie dziewczynkę imieniem Ally. |  |  |  |  |
|    |                                               |                                      | |  |  |  |  |
| 71 | „Jones przeciwko Bogu”                        | „Jones Vs. God”                      | Ciągła susza wywołuje panikę i rozdrażnienie wśród farmerów i ludności miejskiej. Monika musi wystąpić w obronie Boga, gdy coraz więcej ludzi występuje przeciwko Stwórcy. Przypomina im historię i doświadczenia, które razem dzielili. W wyniku tego ludzie zaczynają się łączyć we wspólnotę. |  |  |  |  |
|    |                                               |                                      | |  |  |  |  |
| 72 | „Pakt”                                        | „The Pact”                           | Tess, Monica i Rafael przybywają na obóz dla młodzieży zarażonej wirusem HIV. W grupie nastolatek są dwie weteranki: Nikki i Erin oraz trzy nowicjuszki: Melanie, Kim i Abby. Dla każdej z tych dziewczynek świadomość, że cierpi na nieuleczalną chorobę, to potworne brzemię. Szczególnie Melanie popada w coraz większe przygnębienie, gdyż wciąż pamięta o matce, która zmarła na AIDS, gdy ona była jeszcze dzieckiem. Natomiast Erin nie zamierza czekać na wyrok opatrzności i postanawia zakończyć życie w momencie, który sama wybierze. |  |  |  |  |
|    |                                               |                                      | |  |  |  |  |
| 73 | „Zamki na piasku”                             | „Sandcastles”                        | Aniołowie spędzają wakacje nad morzem. Rafael i Monica znajdują na plaży butelkę z wiadomością w środku. List z prośbą o pomoc podpisał chłopiec, nazwiskiem Scooter Fisher. Monica i Rafael postanawiają go odnaleźć. Mają nadzieję, że wciąż mieszka on w pobliskim miasteczku. Rozpoczynają poszukiwania od wizyty w barze, gdzie Rafael powstrzymuje mężczyznę przed napadem z bronią w ręku. Następnie odwiedzają zdesperowanego mechanika samochodowego, który nosi nazwisko Fisher. Okazuje się, że to nie on przed półwiekiem prosił Boga o wsparcie. |  |  |  |  |
|    |                                               |                                      | |  |  |  |  |